# Гибсово правило фаза
Правило фаза представља однос између броја степени слободе (F), броја компонената (C) и фаза у равнотежи (P).
{\displaystyle F=C-P+2}
Правило фаза, дакле, показује број параметара који се могу мењати док број фаза у равнотежи остаје константан. Гибс је 1876. први пут одредио овај однос на основу термодинамичких разматрања.

## Извођење
Посматра се вишефазан и вишекомпонентан систем од C компонената и P фаза. Свака компонента је распоређена између свих фаза и не одигравају се хемијске реакције између компонената. Равнотежна концентрација сваке компоненте у свакој фази је константна иако компоненте могу прелазити из једне фазе у другу. Концентрација је изражена у молским фракцијама. Стање система описује се интензивним величинама. То су температура, притисак и концентрација. У свакој фази се налази C компонената па је за сваку фазу потребно C концентрационих израза. За P фаза то је укупно PC концентрационих израза. Концентрациони изрази су међусобно зависни пошто збир молских фракција за сваку фазу мора бити једнак јединици. Није неопходно познавати свих C концентрационих израза него ако је познато C-1 последњи израз се може добити из зависности : {\displaystyle \chi _{1}^{P}+\chi _{2}^{P}+...+\chi _{C}^{P}=1}. Укупан број концентрација неопходних за описивање система је онда P(C-1) пошто се за сваку од P фаза мора знати C-1 израз. Укупном броју променљивих треба додати и температуру и притисак па је укупан број променљивих P(C-1)+2. Циљ је одредити укупан број независно променљивих. Од укупног броја променљивих треба одузети оне које зависе од услова да је систем у равнотежи. Хемијски потенцијал сваке компоненте је исти у свим фазама. Важе једначине:
{\displaystyle \mu _{1}^{1}=\mu _{1}^{2},\mu _{1}^{2}=\mu _{1}^{3},...,\mu _{1}^{(}p-1)=\mu _{1}^{p}}
{\displaystyle \mu _{2}^{1}=\mu _{2}^{2},\mu _{2}^{2}=\mu _{1}^{3},...,\mu _{2}^{(}p-1)=\mu _{2}^{p}}
{\displaystyle .................................}
{\displaystyle \mu _{C}^{1}=\mu _{C}^{2},\mu _{C}^{2}=\mu _{C}^{3},...,\mu _{C}^{(}p-1)=\mu _{C}^{p}}
где је μ хемијски потенцијал. Ако је компонента распоређена између две фазе из једнакости хемијских потенцијала компоненти у те две фазе следи да ако је позната концентрација компоненте у једној фази одређена је и концентрација у другој фази. За P фаза се укупно може написати P-1 једначина једнакости хемијских потенцијала, за свих C компоненти то је укупно C(P-1) једначина. Број независно променљивих, тј. број степени слободе F је онда:
{\displaystyle F=P(C-1)+2-C(P-1)}
{\displaystyle F=PC-P+2-CP+C}
{\displaystyle F=C-P+2}
На овај начин је изведено правило фаза, овај облик правила фаза не узима у обзир евентуално поље сила. Ако би се систем налазио у неком пољу сила морале би да се узму у обзир додатне интензивне променљиве.

## Правило фаза- примери

### Правило фаза у једнокомпонентним системима
У једнокомпонентним системима број компоненти је C=1. То значи да је број степени слободе F=3-P. Ако је у равнотежи само једна фаза (P=1) максимални број степени слободе је два. Стање система је потпуно одређено ако су познате две независно променљиве величине стања нпр. комбинација притисак и запремина, притисак и температура или запремина и температура. Трећи параметар може се одредити из једначине стања.

### Правило фаза у двокомпонентним системима
У двокомпонентним системима број компоненти је C=2. Број степени слободе је F=4-P. Број параметара који могу независно да се мењају је три ако је у систему присутна једна фаза (P=1). У просторном тродимензионом координатном систему стање система се описује помоћу три координате (помоћу притиска, температуре и састава система). Да би се дијаграм поједноставио, тј. представио помоћу правоугаоног координатног система може се фиксирати једна променљива, нпр. може се посматрати зависност температуре од састава система на атмосферском притиску.

### Правило фаза у трокомпонентним системима
У трокомпонентним системима број компоненти је C=3. Број степени слободе је F=5-P. Ако је у систему присутна само једна фаза четири различита параметра могу да се мењају. То значи да је потребан координатни систем са четири координате. Фазни дијаграм може бити приказан у тродимензионом координатном систему при изобарским условима. Најједноставније је приказати фазни дијаграм у дводимензионом координатном систему при константном притиску и температури.